# Telefonia mòbil

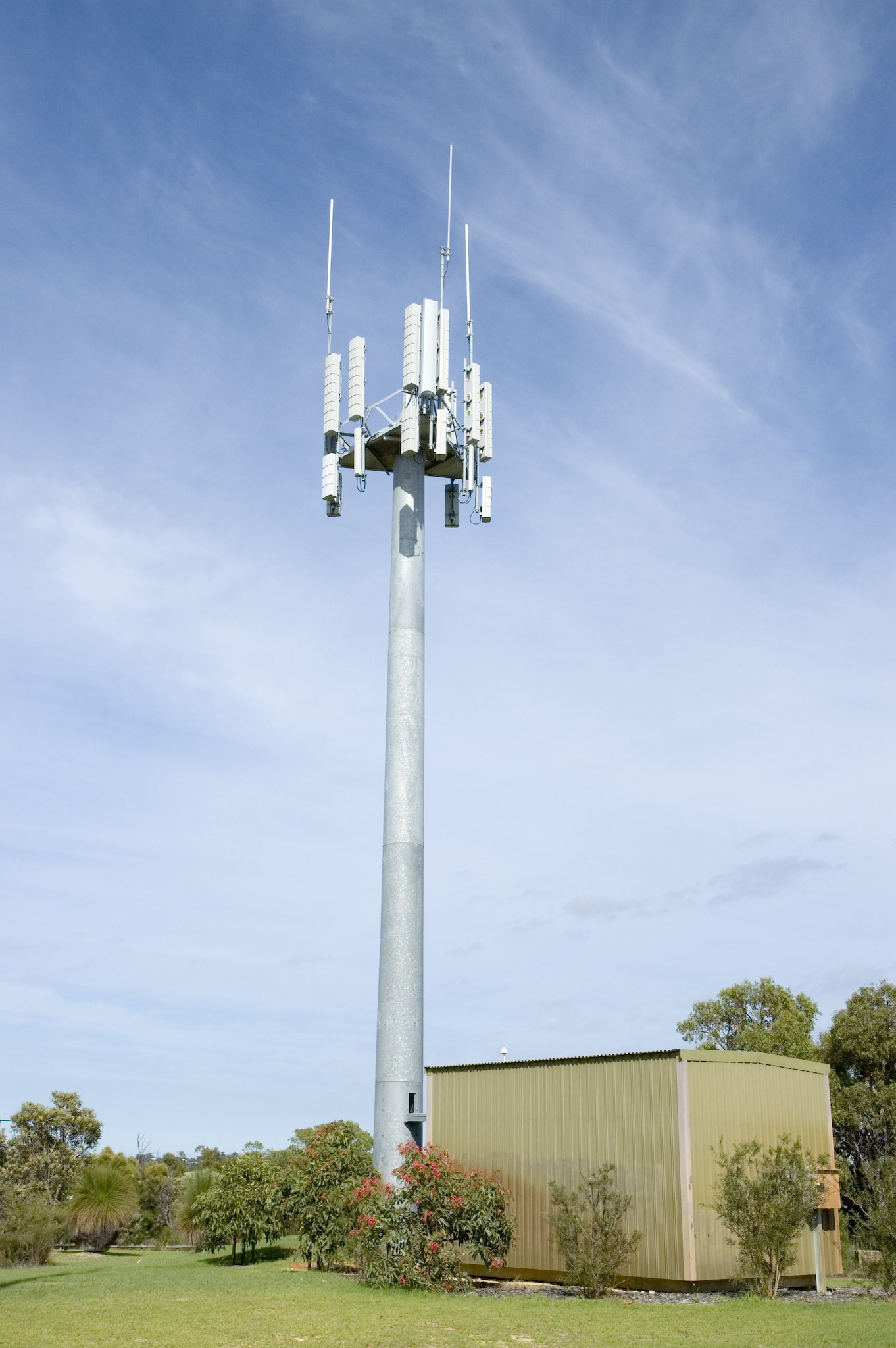
Antena de telefonia mòbil.

La telefonia mòbil és un sistema de comunicació sense fils a través de dispositius desplaçables més enllà d'un entorn local (edifici) que permet l'accés a serveis de telefonia i telemàtica (missatgeria, internet, etc.) universals. El mitjà de transmissió és l'aire, ja que el missatge o conversa es transmet per ones electromagnètiques després d'haver accedit a la xarxa de telecomunicacions homònima (xarxa de telefonia mòbil). L'aparell més prototípic per a aquest tipus de comunicació és el telèfon mòbil, que és un dispositiu electrònic sense fils dissenyat per als diversos serveis que ofereixen aquest tipus de xarxes. En la major part d'Amèrica Llatina el telèfon mòbil s'anomena també telèfon cel·lular, per tal com el servei és configurat mitjançant una xarxa de cel·les, on cada antena repetidora de senyal abasta la cobertura d'una zona concreta anomenada cel·la. La telefonia mòbil, com a xarxa de telecomunicacions, bàsicament està formada per dos grans subsistemes: d'una banda la xarxa mateix de telefonia pública, i de l'altra, la interfície aèria, és a dir, el subsistema d'estructura de cel·les i d'interconnexió sense fils entre cada telèfon mòbil i la corresponent estació base. Les primeres generacions de telefonia mòbil no permetien gaires funcionalitats telemàtiques, tan sols comunicació de veu, servei de SMS i de dades de força baixa velocitat (pel cap alt, els 96 Kb/s) a causa de l'estat de desenvolupament tecnològic dels terminals mòbils i dels altres components de xarxa. Avui dia, amb les noves generacions de telefonia mòbil, atès l'estat dels avenços tecnològics actuals, disposem de terminals de telèfons que no tan sols són veritables micro-ordinadors, per tal com poden assolir les mateixa potencialitat i funcions que qualsevol ordinador connectat a Internet, sinó que a través seu faciliten la connexió a les xarxes telemàtiques (Internet) a qualsevol ordinador convencional dotat de sistema de comunicació Wifi.

## Història
A partir del segle xxi, els telèfons mòbils han adquirit funcionalitats que van molt més enllà de limitar-se a només comunicar-se per veu o enviar missatges de text: es pot dir que han incorporat les funcions dels dispositius tals com PDA, càmera de fotos, càmera de video, consola de videojocs portàtil, agenda electrònica, rellotge despertador, calculadora, micro-projector, ràdio portàtil, GPS o reproductor multimèdia (al punt de causar l'obsolescència d'alguns d'aquests), i que també poden realitzar una multitud d'accions en un dispositiu petit i portàtil que porten pràcticament tots els habitants dels països desenvolupats i un nombre creixent d'habitants dels països en desenvolupament. Aquesta evolució del telèfon mòbil es coneix com a telèfon intel·ligent (o telèfon autòmat).
A la fi de els anys 50 del segle xx, el científic soviètic Leonid Ivanovich Kupriyanovich va desenvolupar un sistema de comunicació mòbil que va culminar en el model KL-1, que utilitza ones de ràdio, és capaç d'aconseguir una distància de 30 km i pot donar servei a diversos clients. Aquest telèfon mòbil es va patentar l'11 de gener de 1957 amb el Certificat de Palesa núm. 115494. Va ser la base per a la investigació que Kupriyanovich va començar l'any següent en l'Institut d'Investigació Científica de Voronezh. D'aquesta investigació va sorgir l'Altai, que es va distribuir comercialment el 1963 i va arribar a estar present en més de 114 ciutats de la Unió Soviètica i va donar servei a hospitals i metges. El sistema es va estendre per altres països d'Europa de l'Est, com Bulgària, que ho mostraria en l'exposició internacional Inforga.
La primera xarxa comercial automàtica va ser la de NTT del Japó el 1974, seguida per la NMT, que funcionava en simultani en Suècia, Dinamarca, Noruega i Finlàndia el 1981 usant telèfons d'Ericsson i Mobira (l'ancestre de Nokia). Aràbia Saudita també usava la NMT i la va posar en operació un mes abans que els països nòrdics. El primer antecedent respecte al telèfon mòbil en Estats Units és de la companyia Motorola, amb el seu model DynaTAC 8000X. El model va ser dissenyat per l'enginyer de Motorola Rudy Krolopp el 1983. El model pesava poc menys d'un quilo i tenia un valor de gairebé 4000 dòlars nord-americans. Krolopp s'incorporaria posteriorment a l'equip d'investigació i desenvolupament de Motorola liderat per Martin Cooper. Tant Cooper com Krolopp apareixen com a propietaris de la patent original. A partir del DynaTAC 8000X, Motorola desenvoluparia nous models com el Motorola MicroTAC, llançat el 1989, i el Motorola StarTAC, llançat el 1996 al mercat. Bàsicament podem distingir al planeta dos tipus de xarxes de telefonia mòbil, l'existència de les mateixes és fonamental perquè es pugui dur a terme l'ús del telèfon mòbil, perquè naveguem en Internet o perquè enviem missatges de text com ho fem habitualment. La primera xarxa és la Xarxa de Telefonia mòbil de tipus analògic (TMA), la mateixa estableix la comunicació mitjançant senyals vocals analògics, tant en el tram radioelèctric com en el tram terrestre; la primera versió de la mateixa va funcionar en la banda radioelèctrica dels 450 MHz, després treballaria en la banda dels 900 MHz, en països com Espanya, aquesta xarxa va ser retirada el 31 de desembre de 2003. Després tenim la xarxa de telefonia mòbil digital; aquí ja la comunicació es duu a terme mitjançant senyals digitals, això ens permet optimitzar tant l'aprofitament de les bandes de radiofreqüència com la qualitat de la transmissió dels senyals. L'exponent més significatiu que aquesta xarxa posseeix actualment és el GSM i la seva tercera generació UMTS (tots dos funcionen en les bandes de 850/900 MHz) en el 2004, va arribar a aconseguir els 100 milions d'usuaris.
Martin Cooper va ser el pioner en aquesta tecnologia, a ell se'l considera "el pare de la telefonia mòbil", en introduir el primer radio-telèfon el 1973, als Estats Units, mentre treballava para Motorola, però no va ser sinó fins a 1979 quan van aparèixer els primers sistemes comercials a Tòquio, Japó, de la companyia NTT.

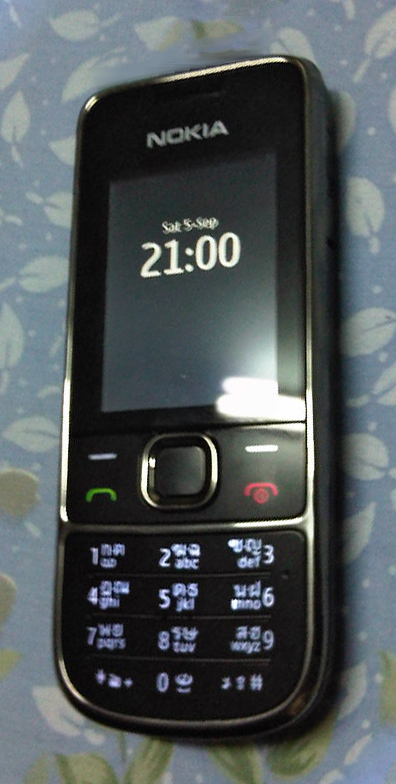
Telèfon mòbil amb tecles multimèdia

En 1981, els països nòrdics van introduir un sistema mòbil similar a AMPS (Advanced Mobile Phone System). D'altra banda, als Estats Units, gràcies al fet que l'entitat reguladora d'aquest país va adoptar regles per a la creació d'un servei comercial de telefonia mòbil, el 1983 es va posar en operació el primer sistema comercial a la ciutat de Chicago.

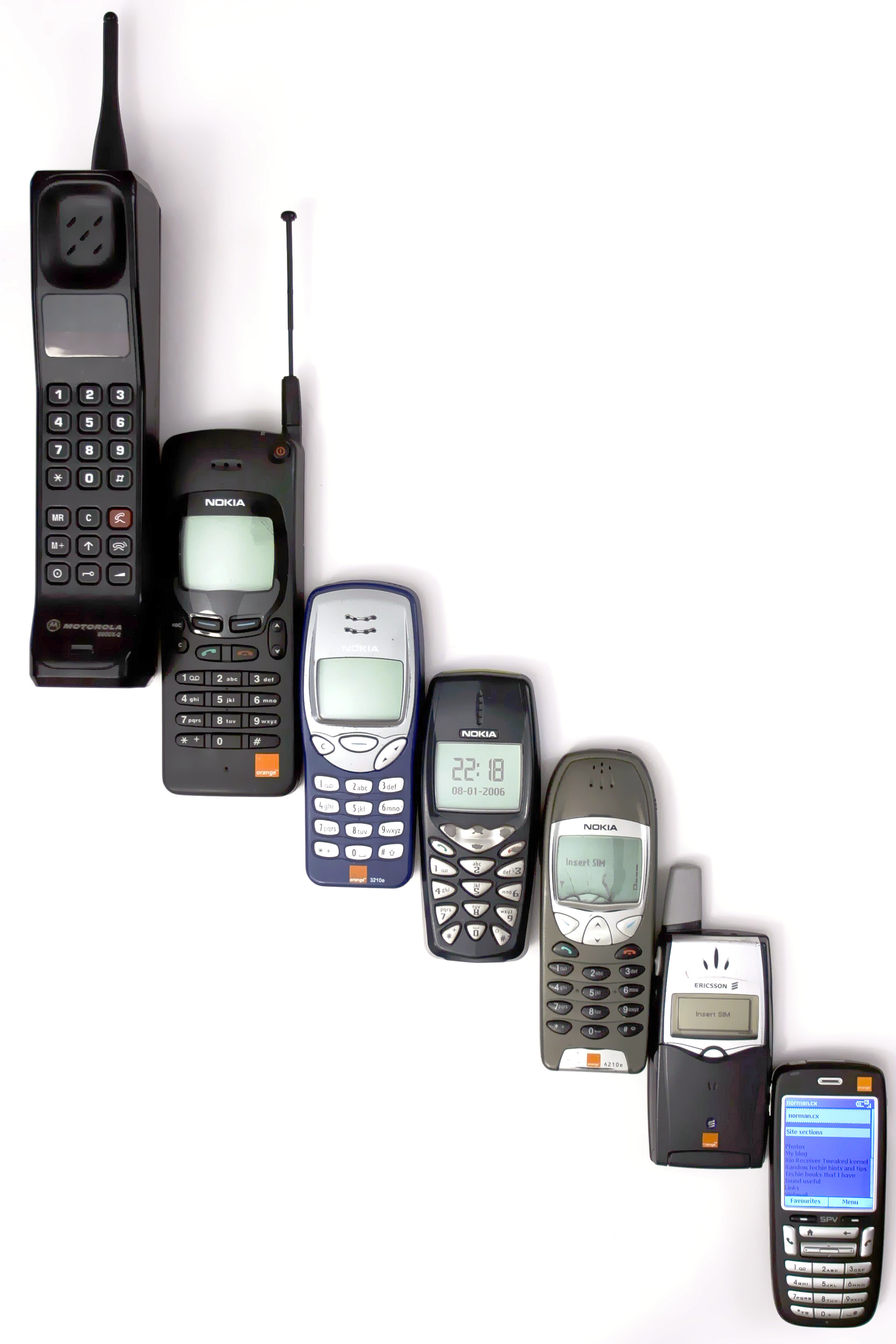
Evolució tecnològica i de disseny dels telèfons mòbils des de 1995 fins a 2001

Amb aquest punt de partida, a diversos països es va disseminar la telefonia mòbil com una alternativa a la telefonia convencional sense fil i l'innovador d'un nou mitjà de comunicació. La tecnologia va tenir gran acceptació, per la qual cosa als pocs anys d'implantar-se es va començar a saturar el servei. En aquest sentit, va haver-hi la necessitat de desenvolupar i implantar altres formes d'accés múltiple al canal i transformar els sistemes analògics a digitals, amb l'objecte de donar-li cabuda a més usuaris. Per separar una etapa de l'altra, la telefonia mòbil s'ha caracteritzat per comptar amb diferents generacions. A continuació, es descriu cadascuna d'elles. En l'actualitat tenen gran importància els telèfons mòbils tàctils.

## Funcionament
La comunicació telefònica és possible gràcies a la interconnexió entre centrals mòbils i públiques. Segons les bandes o freqüències en les quals opera el mòbil, podrà funcionar en una part o una altra del món. La telefonia mòbil consisteix en la combinació d'una xarxa d'estacions transmissores o receptores de radiofreqüència (repetidors, estacions base o BTS) i una sèrie de centrals telefòniques de commutació de Plantilla:Ord i 5è nivell (MSC i BSC respectivament), que possibilita la comunicació entre terminals telefònics portàtils (telèfons mòbils) o entre terminals portàtils i telèfons de la xarxa fixa tradicional.
En la seva operació, el telèfon mòbil estableix comunicació amb una estació base i, a mesura que es trasllada, els sistemes computacionals que administren la xarxa van transmetent la trucada a la següent estació base de forma transparent per a l'usuari. És per això que es diu que les estacions base formen una xarxa de cel·les, servint cada estació base als equips mòbils que es troben en la seva cel·la.

## Evolució i convergència tecnològica

Evolució del nombre d'usuaris de telefonia mòbil segons l'estàndard que empren

L'evolució del telèfon mòbil ha permès disminuir la seva grandària i pes, des del Motorola DynaTAC, el primer telèfon mòbil el 1983 que pesava 800 grams, als actuals més compactes i amb majors prestacions de servei. El desenvolupament de bateries més petites i de major durada, pantalles més nítides i de colors, la incorporació de programari més amigable, fan del telèfon mòbil un element molt apreciat en la vida moderna.
L'avanç de la tecnologia ha fet que aquests aparells incorporin funcions que no fa molt semblaven futuristes, com a jocs, reproducció de música MP3 i altres formats, correu electrònic, SMS, agenda electrònica PDA, fotografia digital i video digital, videotrucada, navegació per Internet, GPS, i fins a Televisió digital. Les companyies de telefonia mòbil ja estan pensant noves aplicacions per a aquest petit aparell que ens acompanya a totes parts. Algunes d'aquestes idees són: mitjà de pagament, localitzador i identificador de persones.

## Internet mòbil

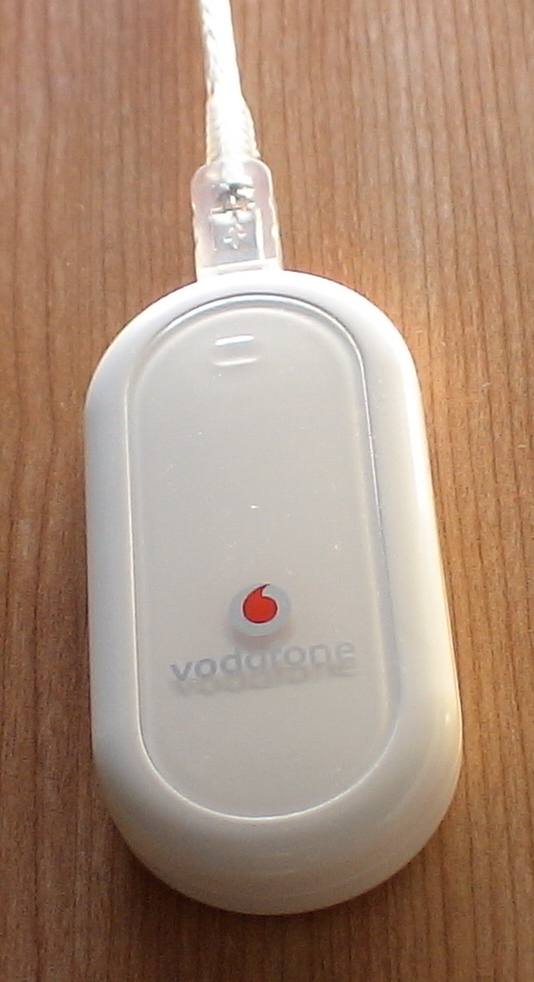
Mòdem USB per a Internet mòbil Huawei I220

Amb l'aparició de la telefonia mòbil digital, va ser possible accedir a pàgines d'Internet especialment dissenyades per a mòbils, conegut com a tecnologia WAP. Des d'aquest moment fins a l'actualitat, es va crear el protocol per a l'enviament de configuració automàtica del mòbil per poder accedir a Internet denominat OMA Client Provisioning.
Les primeres connexions s'efectuaven mitjançant una trucada telefònica a un nombre de l'operador a través de la qual es transmetien les dades, de manera similar a com ho faria un mòdem de línia fixa para PC.
Posteriorment, va néixer el GPRS (o 2G), que va permetre accedir a Internet a través del protocol TCP/IP. La velocitat del GPRS és de 54 kbit/s en condicions òptimes, tarificant-se en funció de la quantitat d'informació transmesa i rebuda.
Altres tecnologies més recents permeten l'accés a Internet amb banda ampla, com són EDGE, EV-DO, HSPA i 4G.
D'altra banda, cada vegada és major l'oferta de tauletes (tipus iPad, Samsung Galaxy Tab, llibre electrònic o similar) pels operadors per connectar-se a internet i realitzar trucades GSM (tauletes 3G).
Aprofitant la tecnologia UMTS, han aparegut mòdems que connecten a Internet utilitzant la xarxa de telefonia mòbil, aconseguint velocitats similars a les de l'ADSL o WiMAX. Aquests mòdems poden connectar-se a bases Wi-Fi 3G (també denominades gateways 3G) per proporcionar accés a internet a una xarxa sense fil domèstica. Quant a la tarifació, encara és cara, ja que no és una veritable tarifa plana, a causa que algunes operadores estableixen limitacions quant a la quantitat de dades. D'altra banda, han començat a aparèixer targetes prepagament amb bons de connexió a Internet.
En 2011, el 20% dels usuaris de banda ampla té intenció de canviar la seva connexió fixa per una connexió d'Internet mòbil.

## Contaminació electromagnètica
La denominada contaminació electromagnètica, també coneguda com a electropol·lució, és la suposada contaminació produïda per les radiacions de l'espectre electromagnètic generades per equips electrònics o altres elements producte de l'activitat humana.
Nombrosos organismes com l'Organització Mundial de la Salut, la Comissió Europea, la Universitat Complutense de Madrid, l'Associació Espanyola Contra el Càncer, el Ministeri de Sanitat i Consum d'Espanya, o el Consell Superior d'Investigacions Científiques d'Espanya han emès informes que descarten danys a la salut a causa de les emissions de radiació electromagnètica, incloent les dels telèfons mòbils.
No obstant això existeixen estudis que indiquen el contrari com el publicat en 2003 pel TNO (Institut Holandès d'Investigació Tecnològica), que afirmava que les radiacions de la tecnologia UMTS podrien ser perilloses, (encara que una altra investigació de la Universitat de Zuric, que va utilitzar fins a 10 vegades la intensitat utilitzada per l'estudi del TNO, va llançar resultats contraris). També hi ha nombrosos estudis que investiguen la possible associació entre la presència d'antenes de telefonia mòbil i diverses malalties.
Les normatives en vigor als diversos països consideren segur viure en un edifici amb una antena de telefonia i en els quals l'envolten, depenent del nivell d'emissions d'aquesta. No s'ha pogut demostrar amb certesa que l'exposició per sota dels nivells de radiació considerats assegurances suposi un risc per a la salut, però tampoc es disposa de dades que permetin assegurar que no existeixen efectes a llarg termini. El Informi Steward Arxivat 2006-04-27 a Wayback Machine. encarregat pel Govern del Regne Unit aconsella que els nens no usin el telèfon mòbil més que en casos d'emergència. Existeixen organitzacions que, al·ludint a aquests possibles riscos, reclamen que s'observi el principi de precaució i es mantinguin les emissions al mínim.

## Telèfons kosher
Hi ha restriccions en els sectors ortodoxos de la religió jueva que, a causa d'algunes interpretacions, els telèfons mòbils estàndard no compleixen. Per resoldre aquest problema, algunes organitzacions rabíniques han recomanat que els nens jueus no utilitzin les funcions de missatges de text dels mòbils. Aquests telèfons restringits es coneixen amb el nom de telèfons kosher, i els rabins que practiquen el judaisme ortodox van autoritzar que els practicants del judaisme els utilitzessin en Israel i en altres llocs. Encara que es pretén que aquests telèfons serveixin per fomentar la modèstia, alguns venedors dels aparells diuen haver tingut bones vendes amb adults que prefereixen la simplicitat dels dispositius. Fins i tot s'ha autoritzat l'ús d'alguns telèfons durant el sàbat, sobretot entre treballadors de la salut, de la seguretat i d'altres serveis públics, malgrat que en aquesta data sol prohibir-se l'ús de qualsevol dispositiu elèctric.